# Cañada de Gómez
Cañada de Gómez est une ville d'Argentine dans la province de Santa Fe ainsi que la capitale du Département d'Iriondo de ladite province.
Elle se trouve au sud de la province, à 70 km de Rosario et à 382 km de Buenos Aires.

## Personnalités
- Alexandro Bernabei (2000-), footballeur argentin, est né à Cañada de Gómez.